# Ashtead Group
Ashtead Group plc er en britisk industri- og konstruktionsmateriel udlejningsvirksomhed.
Ashtead blev etableret som Ashtead Plant and Tool Hire i 1947 i landsbyen Ashtead, Surrey. I 1986 blev de børsnoteret på London Stock Exchange.
De driver forretning i Canada, USA og Storbritannien, hvor de kendes under navnet Sunbelt Rentals. Der er 185 lokationer i Storbritannien og 600 lokationer i USA og Canada.